# Harjodowo (Kuwarasan)
Harjodowo is een bestuurslaag in het regentschap Kebumen van de provincie Midden-Java, Indonesië. Harjodowo telt 1232 inwoners (volkstelling 2010).